# Peterodendron ovatum
Peterodendron es un género monotípico de  arbustos perteneciente a la familia de las achariáceas. Su única especie: Peterodendron ovatum, es originaria de Tanzania.

## Descripción
Es un arbusto o pequeño árbol que alcanza un tamaño de 1,5–2,5(–5) m de altura; corteza castaña, lenticelada. Las hojas ovadas a oblonga-ovadas, el ápice cortamente acuminado, papiráceas,denticuladas, de 5–8 cm long, 4–7 cm ancho. Las inflorescencias en pedúnculos de (1,5–)2–2,5 cm long. Los pétalos blancos. El fruto es una cápsula subglobosa, con 1 o 2 semillas de 5–6 mm.

## Taxonomía
Peterodendron ovatum fue descrito por  (Sleumer) Sleumer y publicado en Notizblatt des Botanischen Gartens und Museums zu Berlin-Dahlem 13: 358. 1936.
Etimología
Peterodendron: nombre genérico otorgado en honor del botánico alemán Gustav Albert Peter.
ovatum: epíteto latino que significa "oval".
Sinonimia
- Poggea ovata Sleumer[4]